# Vadia
Vadia è una suddivisione dell'India, classificata come census town, di 4.479 abitanti, situata nel distretto di Narmada, nello stato federato del Gujarat. In base al numero di abitanti la città rientra nella classe VI (meno di 5.000 persone).

## Geografia fisica
La città è situata a 21° 51' 29 N e 73° 31' 31 E.

## Società

### Evoluzione demografica
Al censimento del 2001 la popolazione di Vadia assommava a 4.479 persone, delle quali 2.628 maschi e 1.851 femmine. I bambini di età inferiore o uguale ai sei anni assommavano a 276, dei quali 147 maschi e 129 femmine. Infine, coloro che erano in grado di saper almeno leggere e scrivere erano 3.769, dei quali 2.368 maschi e 1.401 femmine.